# 拉马恩
拉马恩（法語：La Marne，法語發音：[la maʁn] ⓘ）是法国大西洋卢瓦尔省的一个市镇，位于该省南部偏西，属于南特区。

## 地理
拉马恩（46°59'44"N, 1°44'28"W）面积17.8 平方千米，位于法国卢瓦尔河地区大区大西洋卢瓦尔省，该省份为法国西北部沿海省份，位于布列塔尼半岛东南部，北起伊勒-维莱讷省，西北接莫尔比昂省，西临大西洋，南至旺代省，东临曼恩-卢瓦尔省。
与拉马恩接壤的市镇（或旧市镇、城区）包括：拉利穆济尼耶尔、马什库勒-圣梅姆、波镇、圣艾蒂安-德梅尔莫特、圣菲尔贝德格朗略。
拉马恩的时区为UTC+01:00、UTC+02:00（夏令时）。

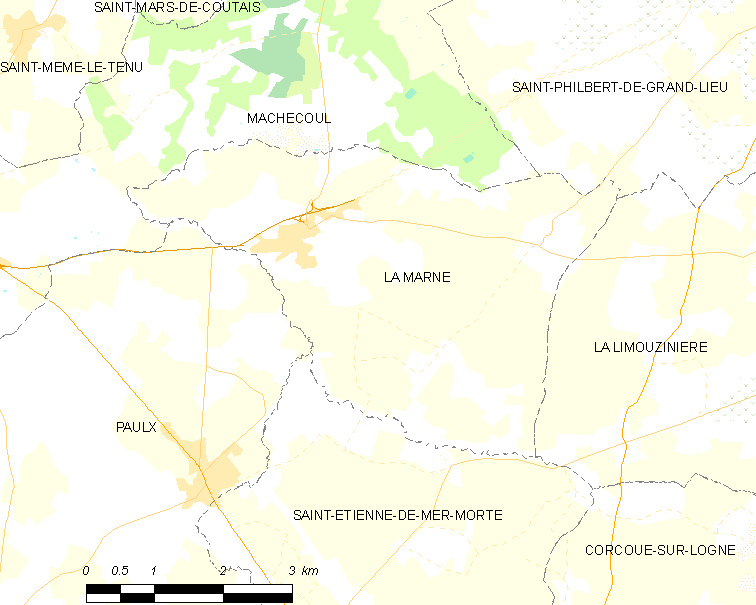
拉马恩的OSM定位图

## 行政
拉马恩的邮政编码为44270，INSEE市镇编码为44090。

## 政治
拉马恩所属的省级选区为马什库勒-圣梅姆县。

## 交通
大西洋卢瓦尔省省道D73线、D87线和D117线在境内交汇。

## 人口

1962-2008年间拉马恩人口变化图示

拉马恩于2022年1月1日时的人口数量为1578人。